# A Mary Christmas
Albums de Mary J. Blige
My Life II... The Journey Continues (Act 1)
(2011) Think Like a Man Too
(2014)
Singles
1. This Christmas
Sortie : 2013
2. The First Noel
Sortie : 2013
3. My Favorite Things
Sortie : 2013

A Mary Christmas est le onzième album studio de Mary J. Blige, sorti le 15 octobre 2013 .
L'album s'est classé 1er au Top Holiday Albums, 2e au Top R&B/Hip-Hop Albums, 10e au Billboard 200 et 12e au Top Digital Albums et a été certifié disque d'or par la Recording Industry Association of America (RIAA) le 4 décembre 2013.

## Liste des titres
| No  | Titre                                                                 | Auteur                        | Durée |
| --- | --------------------------------------------------------------------- | ----------------------------- | ----- |
| 1.  | Little Drummer Boy                                                    | Katherine Kennicott Davis     | 4:09  |
| 2.  | Have Yourself a Merry Little Christmas                                | Hugh Martin                   | 4:37  |
| 3.  | My Favorite Things                                                    | Oscar Hammerstein II          | 3:51  |
| 4.  | This Christmas                                                        | Nadine McKinnor, Donny Pitts  | 3:18  |
| 5.  | The Christmas Song (Chestnuts Roasting on an Open Fire)               | Mel Tormé, Bob Wells          | 3:53  |
| 6.  | Rudolph, The Red-Nosed Reindeer                                       | Johnny Marks                  | 2:27  |
| 7.  | When You Wish Upon a Star (featuring Barbra Streisand et Chris Botti) | Leigh Harline, Ned Washington | 3:42  |
| 8.  | Mary, Did You Know                                                    | Mark Lowry                    | 3:48  |
| 9.  | Do You Hear What I Hear? (featuring Jessie J)                         | Noël Regney                   | 4:19  |
| 10. | Petit Papa Noel                                                       | Raymond Vincy, Henri Martinet | 3:57  |
| 11. | The First Noel (featuring The Clark Sisters)                          |                               | 4:24  |
| 12. | Noche De Paz (Silent Night) (featuring Marc Anthony)                  | Joseph Mohr                   | 3:28  |

| 13. | Winter Wonderland | Richard B. Smith | 2:25 |
| 14. | Silent Night      | Mohr             | 3:50 |